# Altinjar
Altinjar (en rus: Алтынжар) és un poble de l'óblast d'Astracan, a Rússia, segons el cens del 2010 tenia 998 habitants.